# Pietro Boetto
Pietro Boetto, né le 9 mai 1871 à Vigone au  Piémont, Italie, et mort le 31 janvier 1946 à Gênes (Italie), est un prêtre jésuite italien, Procureur général de l'Ordre et provincial de Rome. Il est créé cardinal en 1935 et archevêque de Gênes en 1938.

## Biographie

### Jeunesse et formation
Né à Vigone, dans le Piémont, le jeune Pietro entre d’abord au séminaire de l’archidiocèse de Turin avant de rejoindre le noviciat des Jésuites le 1er février 1888, le lendemain de la mort du saint Don Bosco, décédé dans la même ville de Turin.   
Le noviciat terminé Boetto suit le cours ordinaire de la formation jésuite: les études classiques (1890-1891), la philosophie (1891-1894), et la théologie (1898-1902) à Chieri. Entre les études de philosophie et de théologie il passa quatre ans de ‘régendat’ (une période d’apprentissage à l’enseignement) au collège de la Visitation dans la principauté de Monaco.  En philosophie et théologie il eut comme professeur l’éminent néothomiste Santo Schiffini (1841-1906). Il est ordonné prêtre le 30 juillet 1901, à Chieri.

### Homme de gouvernement
Avant même d’avoir fait son 'Troisième an' Boetto est nommé recteur du collège de Gênes (1903). En fait il occupera à tour de rôle tous les postes de gouvernement possible dans la Compagnie de Jésus, sauf celui de Supérieur général. Deux fois recteurs – à Gênes et à Coni (1905-1907) - , supérieur de résidence, économe et Socius du provincial, Provincial de Turin (1921-1926) et plus tard de Rome (1928-1930), Visiteur canonique des provinces jésuites d’Aragon (1919), puis de Castille (1920), Procureur général de la Compagnie de Jésus (1921-1928) et finalement Assistant du Supérieur général pour les affaires d’Italie (1930-1935), le père Ledochowski.

### Cardinal de curie
Sa carrière jésuite se termine lorsqu’il est fait cardinal par le pape Pie XI, le 18 décembre 1935. Durant trois ans il œuvre au sein de la curie pontificale dans divers dicastères et Congrégations romaines: Églises orientales, Rites et sacrements, séminaires, et 'Propaganda Fide’. Gardant un style de vie strictement religieux il prend ses quartiers au collège russe ('Russicum'). 

### Archevêque de Gênes
Le cardinal Minoretti, archevêque de Gênes, meurt le 13 mars 1938. Trois jours plus tard, le pape Pie XI convoque Mgr Boetto pour l’informer de ce qu’il l’a choisi comme successeur de Minoretti à Gênes. Ses protestations – Boetto n’a aucune expérience pastorale – sont vaines. Le 25 avril 1938, il reçoit l‘ordination épiscopale dans l’église Saint-Ignace de Rome. Un an plus tard le nouvel archevêque participe au conclave (1-2 mars 1939), à l'issue duquel Pie XII est élu.

### Civitatis Defensor(défenseur de la ville)
En septembre 1939, la Seconde Guerre mondiale éclate. L’Italie entre en guerre le 10 juin 1940.  Gênes étant port maritime, la guerre y est particulièrement éprouvante. Les bombardements sont fréquents. Les raids aériens de la RAF d’octobre et novembre 1942 sont dévastateurs. Mgr Boetto organise le secours matériel et spirituel. Il reçoit des réfugiés et – collaborateur du réseau clandestin DELASEM (en) - cache des Juifs dans son palais épiscopal.  L’Italie capitule en septembre 1943 mais le pays est occupé par les troupes allemandes.  Les Alliés tentent de les déloger : le bombardement du 19 mai 1944 est dévastateur. La cathédrale est endommagée et le palais épiscopal est détruit. Réfugié dans un abri le cardinal survit à l’attaque.  
Le 23 avril 1945, alors que les troupes américaines sont à une centaine de kilomètres de la ville de Gênes, le commandant régional allemand Günther Meinhold (de) informe l’archevêque que ses troupes vont quitter Gênes mais qu’ils ont reçu l’ordre du Führer de détruire le port. Confronté à cet imminent désastre Mgr Boetto, avec l’aide de son auxiliaire Mgr Siri intervient auprès du général pour éviter une imminente hécatombe. Dans une lettre il fait appel à ses sentiments humanitaires. Le général Meinhold lui rend visite : « J’ai juré d’obéir au Führer ! » Le cardinal répond « Mais il y a plus haute autorité que le Führer, mon général ; il  y a Dieu ! »
Par l’intermédiaire du cardinal les conditions d’une reddition honorable des troupes allemandes sont signées dans la résidence provisoire de l’archevêque (25 avril 1945). Le cessez-le-feu est effectif le lendemain à 9 heures. Pour cette intervention qui épargna la ville de Gênes d’une ultime catastrophe Mgr Boetto reçut de la ville le titre de Civitatis Defensor. 
Quelques mois après la fin des hostilités, le cardinal Pietro Boetto meurt, le jour de la fête de saint Jean Bosco, le 31 janvier 1946. À son décès, le collège cardinalice descend à son plus bas niveau du XXe siècle avec un nombre total de 37 cardinaux.

## Reconnaissance publique et souvenir
- Une rue du centre de Gênes porte son nom, la ‘via Cardinale Pietro Boetto’.
- Dans la cathédrale San Lorenzo de Gênes son sarcophage surmonté de sa statue porte l’inscription : « Petrus Card. Boetto S.J., Archiepiscopus Genuensis, Civitatis Defensor, 1871-1946 »
- En juillet 2017, le centre Yad Vashem de Jérusalem, le déclare ‘Juste parmi les nations’ pour avoir caché des juifs durant la guerre.